# Mimela lutea
Mimela lutea är en skalbaggsart som beskrevs av Ohaus 1930. Mimela lutea ingår i släktet Mimela och familjen Rutelidae. Inga underarter finns listade i Catalogue of Life.